# 요람 (이스라엘 왕국)
요람(기원전 851년경 ~ 842년경)은 분열 이스라엘 왕국의 9대 왕으로 전왕 아합과 왕비 이세벨에 비해서는 그리 큰 죄를 짓진 않았다. 그리고 선지자 엘리사가 그의 재위 기간 동안 활동했다.

## 즉위
아합의 아들로 전왕 아하시야가 아들 없이 죽자 사마리아에서 왕위에 올라 12년 동안 나라를 다스렸다. 그는 아버지 아합이 만든 바알의 기념 기둥을 치워 하나님의 눈에 거슬리는 큰 죄를 짓진 않았다. 그러나 여로보암 1세의 죄에는 사로잡혀 벗어나지 못했다.

## 모압 원정
모압의 임금 메사는 그 동안 이스라엘 임금에게 해마다 어린 양 10만 마리와 숫양 10만 마리의 털을 바쳐 왔었다. 그러나 아합이 죽은 것을 틈타 아하시야 왕 때 반란을 일으켰다. 아하시야 왕은 반란을 막지도 못하고 곧 병으로 죽고 요람 왕이 나서 이스라엘군을 모두 동원하고 유다 임금 여호람, 에돔 왕과 함께 반란을 진압하러 갔다. 그러나 도중 기병대가 마실 물들이 떨어지자 큰 위기에 빠졌고 다행히 엘리사의 도움으로 모압군을 제압했으나 곧 메사가 맏아들을 제물로 바치자 이스라엘 사람들은 분노하여 자기 나라로 돌아갔다.

## 출애굽 전승의 기원
모압 왕 메사의 이야기는 출애굽기와 매우 유사하다. 모압 왕 메사라는 이름은 모세의 이름과 관련이 있다; 메사는 또한 출애굽과 정복 이야기와 관련이 있으며, 그에 관한 이야기의 몇 가지 모티브는 출애굽 이야기와 이스라엘이 모압과 전쟁을 벌인 이야기와 공유된다 (열왕기하 3장); 모세처럼 압제에 반항하는 모압 왕 메사는 모세가 이집트에서 했던 것처럼 그의 백성을 이스라엘 밖으로 인도하고 그의 맏아들은 출애굽기 이야기에서 이스라엘의 맏아들이 학살을 선고받은 것처럼 길하레셋 성벽에서 죽임을 당했다. 

## 죽음
그의 재위기 동안 엘리사가 활발히 활약해 그에게도 도움을 주었는데 아람 임금 벤 하닷이 쳐들어와 사마리아를 포위했을 때 엘리사의 도움으로 아람군을 무찔렀다. 그러나 요람은 전왕 아합이 아람군과 싸우다 전사했던 길르앗 라못에서 싸우다가 부상을 입었고 유다의 아하시야 왕이 그의 병문하러 이스르엘 성으로 왔다. 그러나 그 틈을 타 엘리사는 군대 사령관 예후를 새 임금으로 세웠다. 요람 왕은 예후가 이스르엘 성으로 진군하는 것을 구원군이 온 것으로 오인하고 마차를 타고 나갔다가 예후의 군사들이 쏜 화살에 맞아 아하시야 왕과 함께 죽었다.
| 전임 아하지야 | 북이스라엘의 왕 | 후임 예후 |

1. ↑  Leithart, Peter J. (2006). 1 & 2 Kings. Brazos Press. [181–82]. ISBN 9781587431258.